# René Barbier (tirador d'esgrima)
|  | Aquest article tracta sobre el tirador d'esgrima. Si cerqueu el viticultor català, vegeu «René Barbier». |

René Barbier   (Dijon, 4 de març de 1891 - Pully, 14 de febrer de 1966), anomenat PonPon, va ser un tirador d'esgrima francès que va competir durant la dècada de 1920.
El 1928 va prendre part en els Jocs Olímpics d'Amsterdam, on va guanyar la medalla de plata en la prova d'espasa per equips del programa d'esgrima.